# Haris Bratanovic
Haris Bratanovic (Gent, 20 april 2001) is een Belgische basketballer.

## Carrière
Bratanovic speelde in de jeugd van Gent-Oost Eagles, BBC Melle Vogelhoek en BBC Falco Gent. In 2018 ging hij spelen voor de tweede ploeg van FC Barcelona Bàsquet waarmee hij in de tweede en derde klasse speelde van de Spaanse competitie. In maart 2020 liet hij zijn contract ontbinden omdat hij niet tevreden was met het aantal speelminuten dat hij kreeg. In april 2020 tekende hij een vijfjarig contract bij BC Oostende. In 2022 werd hij uitgeroepen tot Belofte van het jaar.
In 2020 maakte hij ook zijn debuut voor de nationale ploeg.

## Erelijst
- BNXT League Rising Star of the Year: 2022
- Belgisch landskampioen: 2021, 2022, 2023, 2024, 2025
- Belgisch bekerwinnaar: 2021, 2025
- BNXT Supercup: 2021, 2022
- BNXT League-kampioen: 2024